# Amar Sedaki
Amar Sedaki, né en 1953, est un homme politique algérien. Membre du Front de libération nationale, il fut député de la deuxième circonscription électorale de la wilaya de Chlef au cours de la troisième législature (1987-1992).